# Giulio Pellizzari
Giulio Pellizzari (San Severino Marche, 21 november 2003) is een Italiaans wielrenner die in 2025 rijdt bij Red Bull-BORA-hansgrohe.

## Carrière
Na in 2021 als junior onder meer vierde in het nationale wegkampioenschap en tiende in het eindklassement van de Vredeskoers te zijn geworden, werd Pellizzari in 2022 prof bij Bardiani CSF Faizanè. In mei van dat jaar werd hij vijfde in de tijdrit van de Carpathian Couriers Race. In de derde etappe van de Ronde van Italië voor beloften trok hij ten aanval en reed hij als eerste over zowel de Tonalepas als de Apricapas. Later dat jaar nam hij deel aan de Ronde van de Aostavallei, waarin een vijfde plek in de derde etappe zijn beste klassering was. 
In 2023 behaalde Pellizzari goede resultaten in de Carpathian Couriers Race. Hij won hier het berg- en jongerenklassement. Tevens behaalde hij een tweede plaats in het eindklassement en meerdere ereplaatsen in etappes.
In de slotfase van de derde etappe van de Ronde van de Alpen in 2024, trok Pellizzari ten aanval vanuit een favorietengroep. Niet veel later sloot Juan Pedro López bij hem aan. Op de Pillberg, de laatste beklimming van de dag, liet López zijn medevluchter achter, waarna hij solo naar de overwinning reed. Pellizarri bleef de groep met favorieten voor en werd tweede. In het algemeen klassement steeg hij naar de achtste plaats, op 57 seconden van de nieuwe leider López. In mei van dat jaar maakte Pellizarri zijn debuut in een Grote Ronde, toen hij aan de start stond van de Ronde van Italië. In de ingekorte zestiende etappe trok hij in de slotfase ten aanval. Pas in de laatste kilometers van de slotklim werd hij ingehaald door klassementsleider Tadej Pogačar, die de etappe won. Zestien seconden later finishte Pellizzari als tweede.

## Overwinningen
2023
Berg- en jongerenklassement Carpathian Couriers Race
Giro del Medio Brenta
8e etappe Ronde van de Toekomst
Jongerenklassement Ronde van de Toekomst
2024
Jongerenklassement Ronde van Slovenië

### Resultaten in voornaamste wedstrijden
| Jaar | Ronde van Italië | Ronde van Frankrijk | Ronde van Spanje |
| ---- | ---------------- | ------------------- | ---------------- |
| 2024 | 49e              |                     |                  |
| 2025 | 6e               |                     |                  |

| Jaar | Luik-Bast.‑Luik | Ronde van Lombardije | Clásica San Sebastián |
| ---- | --------------- | -------------------- | --------------------- |
| 2024 |                 | 14e                  |                       |
| 2025 | 57e             |                      | opgave                |

## Ploegen
- 2022 –  Bardiani CSF Faizanè
- 2023 –  Green Project-Bardiani-CSF-Faizanè
- 2024 –  VF Group-Bardiani CSF-Faizanè
- 2025 –  Red Bull-BORA-hansgrohe

Battaglin · Bonillo · Cañaveral · Colnaghi · Covili · El Gouzi · Fiorelli · Gabburo · Marcellusi · Martinelli · Mazzucco · Modolo · Mulubrhan (vanaf 21/4) · Nieri · Pellizzari · Pinarello · Rastelli · Santaromita · Tarozzi · Tolio · Tonelli · Trainini (tot 5/4) · Visconti (tot9/3) · Zana · Zanoncello · Zoccarato · Magli (stagiair)
Bonillo · Colnaghi · Conforti · Covili · El Gouzi · Fiorelli · Gabburo · Lucca · Magli · Marcellusi · Martinelli ·  Mulubrhan · Nieri · Paletti · Pellizzari · Petrucci (tot 9/2) · Pinarello · Rastelli · Santaromita · Scalco · Scott (tot 20/7) · Tarozzi · Tolio · Tonelli · Zanoncello · Zoccarato · Cadena (stagiair) · Cavallo (stagiair) · Rojas (stagiair)
Biagini · Colnaghi · Conforti · Covili · Fiorelli · Gabburo · Lucca · Magli · Marcellusi · Martinelli · Paletti · Pellizzari · Pinarello · Pinazzi · Pozzovivo (vanaf 25/2) · Rojas · Scalco · Tarozzi · Tolio · Tonelli · Turconi · Zanoncello · Zoccarato